# Olmeto (Marsciano)
Olmeto è una frazione del comune di Marsciano (PG). Il paese si trova a mezza collina (287 m s.l.m.) e si affaccia sulla valle del torrente Genna, da cui partono le colline che segnano il confine con il territorio del comprensorio di Orvieto. Esso si trova a metà strada tra le frazioni di Cerqueto e San Valentino della Collina, deviando dalla statale 317 Marscianese. Gli abitanti sono 199.

## Origini del nome
Il toponimo deriva dalla presenza nelle vicinanze, in epoca storica, di una macchia di olmi.

## Storia
Le prime notizie risalgono al 1377, quando gli abitanti del paese chiesero aiuto alla città di Perugia per finanziare la costruzione di un castello, già progettato. Infatti, trovandosi al confine tra il territorio dei conti di Marsciano e quello del Comune di Perugia, era spesso soggetto a scorribande e assalti. Otto probiviri vennero inviati da Perugia il 25 luglio, ma essi decisero che la confinante Villanova avrebbe invece dovuto concorrere alle spese di costruzione, in quanto i suoi abitanti avrebbero dovuto rifugiarsi li, alla bisogna.
Nel 1380, nel catasto perugino fatto da Simone di ser Giacomo, Olmeto venne assegnato al contado di Porta San Pietro.
Nel 1478, con la costituzione dei Capitani del Contado, la tassa di Olmeto ammontava ad otto fiorini. Nel 1475 furono assegnati 30 fiorini per la ristrutturazione delle mura castellane.
Nel 1527 l'esercito della Lega saccheggiò il castello.
Nel 1534 vi stanziarono alcuni dei 400 fanti inviati dal duca di Urbino per controbilanciare l'avvento dei ghibellini alla guida di Perugia.
Nel 1564, un ulteriore sussidio fu concesso per riparare le mura del castello.

## Monumenti e luoghi d'interesse
- Chiesa di S. Maria Assunta (XVIII secolo), al centro del paese, contenente la celebre Madonna dell Misericordia, un dipinto del 1525.
- Chiesa della Madonna delle Grazie (XIV secolo), demolita e ricostruita all'interno del castello.
- Pozzo di epoca medievale, con copertura piramidale in mattoni rossi, e resti delle mura perimetrali del castello.
- Via del Giogo, ristrutturata con fonti nel 1507, ma ora poco più che una mulattiera, che conduce da Olmeto a Sant'Elena.

## Società
Abitanti censiti

## Economia
L'agricoltura rappresenta una delle principali attività economiche, assieme all'allevamento zootecnico, tanto che nella valle del Genna si trova un grande impianto di depurazione.